# Comuni della Repubblica Ceca (E)
Questa pagina contiene l'elenco dei comuni cechi il cui nome inizia con la lettera E.
Per ciascun comune sono indicati il distretto e la regione d'appartenenza.
| Comune   | Distretto  | Regione        |
| -------- | ---------- | -------------- |
| Ejpovice | Rokycany   | Plzeň          |
| Erpužice | Tachov     | Plzeň          |
| Eš       | Pelhřimov  | Vysočina       |
| Evaň     | Litoměřice | Ústí nad Labem |